# هوكي الجليد البارالمبي في دورة الألعاب البارالمبية الشتوية 2014
أقيمت منافسات هوكي الجليد لذوي الاحتياجات الخاصة ضمن الألعاب البارالمبية الشتوية 2014 في شيبا أرينا في سوتشي في روسيا، في الفترة من 8 إلى 15 مارس 2014. تنافس ما مجموعه ثمانية فرق في بطولة الفرق المختلطة.

## الحائزون على الميداليات
| الحدث | الذهبية | الفضية | البرونزية |
| ----- | --- | --- | --- |
| مختلط | الولايات المتحدةتايلر كارون · ستيف أنتوني · تايلور شيس · ديكلان فارمر · نيكو لاندروس · جين لي · تايلور ليبسيت · دان مكوي · كيفن ماكي · آدم بيج · جوش بولس · ريكو رومان · برودي رويبال · بول شاوس · غريغ شو · جوشوا سويني · أندرو يوحي | روسياأليكسي أموسوف · ماكسيم أندريانوف · أندريه دفينياينوف · ميخائيل ايفانوف · فلاديمير كامايايف · إيفان كوزنيتسوف · دميتري ليسوف · فلاديمير ليتفينينكو · أليكسي ليسوف · يفغيني بيتروف · إيليا بوبوف · فاديم سيلويوكين · كونستانتين شيخوف · نيكولاي تيرينتييف · روسلان توتشين · فاسيلي فارلاكوف · إيليا فولكوف | كندا ستيف أرسينولت · برادلي بودن · بيلي بريدجز · بن ديلاني · آدم ديكسون · مارك دوريون · أنطوني غالي · جيمس جيميل · دومينيك لاروك · كارل لودفيغ · تايلر ماكغريغور · غرايم موراي · كيفن ريمبيل · بينوا سانت-أماند · كوربن واتسون · غريغ ويستليك · ديريك ويتسون |

## التأهيل
| حدث التأهيل                         | التاريخ           | المكان    | الشواغر | المتأهلون                                          |
| ----------------------------------- | ----------------- | --------- | ------- | -------------------------------------------------- |
| البلد المضيف                        | 4 يوليو 2007      | غواتيمالا | 1       | روسيا                                              |
| بطولة العالم 2013                   | 12–20 أبريل 2013  | غويانغ    | 4       | كندا · الولايات المتحدة · جمهورية التشيك · النرويج |
| بطولة التأهيل النهائية للبارالمبياد | 21–26 أكتوبر 2013 | تورينو    | 3       | كوريا الجنوبية · إيطاليا · السويد                  |

## الجولة التمهيدية
جميع الأوقات بالتوقيت المحلي (موسكو).

### المجموعة A
| م | فريق           | لعب | ك | OTW | OTL | خ | له | عليه | ف   | نقاط | التأهيل                            |
| - | -------------- | --- | - | --- | --- | - | -- | ---- | --- | ---- | ---------------------------------- |
| 1 | كندا           | 3   | 3 | 0   | 0   | 0 | 15 | 1    | +14 | 9    | نصف النهائي                        |
| 2 | النرويج        | 3   | 1 | 1   | 0   | 1 | 4  | 5    | −1  | 5    | نصف النهائي                        |
| 3 | جمهورية التشيك | 3   | 0 | 1   | 1   | 1 | 3  | 4    | −1  | 3    | نصف نهائي المركز الخامس إلى الثامن |
| 4 | السويد         | 3   | 0 | 0   | 1   | 2 | 2  | 14   | −12 | 1    | نصف نهائي المركز الخامس إلى الثامن |

| 2014 مارس 8 09:30 | جمهورية التشيك | 1–2 ر.ت. (0–0, 0–1, 1–0) (و.إ.: 0–0) (ر.ت. 0–1) | النرويج | شيبا أرينا Attendance: 1,443 |

| Game reference                                                                               | Game reference | Game reference               | Game reference | Game reference                                             |
| -------------------------------------------------------------------------------------------- | -------------- | ---------------------------- | -------------- | ---------------------------------------------------------- |
|                                                                                              | ميشال فابينكا  | Goalies                      | كريستيان بوين  | Referee: جونثان موريسون Linesmen: لويس بييلين برايان فريشس |
| \| \| 0–1 \| 24:28 – باكه (سولبرغ، بوغلي) \| \| غايير (هربك، شافرانييك) – 31:17 \| 1–1 \| \| |                |                              |                | Referee: جونثان موريسون Linesmen: لويس بييلين برايان فريشس |
| غايير قالب:هدف ضائع بيرغر قالب:هدف ضائع                                                      | Shootout       | بيدرسن · باكه                |                | Referee: جونثان موريسون Linesmen: لويس بييلين برايان فريشس |
| 0 min                                                                                        | Penalties      | 2 min                        |                | Referee: جونثان موريسون Linesmen: لويس بييلين برايان فريشس |
| 21                                                                                           | Shots          | 14                           |                | Referee: جونثان موريسون Linesmen: لويس بييلين برايان فريشس |
|                                                                                              | 0–1            | 24:28 – باكه (سولبرغ، بوغلي) |                | Referee: جونثان موريسون Linesmen: لويس بييلين برايان فريشس |
| غايير (هربك، شافرانييك) – 31:17                                                              | 1–1            |                              |                | Referee: جونثان موريسون Linesmen: لويس بييلين برايان فريشس |

| 2014 مارس 8 13:00 | كندا | 10–1 (4–0, 3–0, 3–1) | السويد | شيبا أرينا Attendance: 1,707 |

| Game reference | Game reference   | Game reference                     | Game reference          | Game reference                                            |
| --- | ---------------- | ---------------------------------- | ----------------------- | --------------------------------------------------------- |
| | بينوا سانت-أماند | Goalies                            | أولف نيلسون كينث يونسون | Referee: بيتر هيغلي Linesmen: توماش هيلتمان سيرغي يوداكوف |
| \| بريدجز (ويتسون) – 01:03 \| 1–0 \| \| \| ديلاني (غالي، موراي) – 06:42 \| 2–0 \| \| \| غالي (ماكغريغور) – 12:30 \| 3–0 \| \| \| لاروك (ديكسون، ريمبيل) – 13:03 \| 4–0 \| \| \| ديكسون (ويستليك، دوريون) – 26:47 \| 5–0 \| \| \| موراي (غالي) – 27:40 \| 6–0 \| \| \| ويستليك (ديكسون، ريمبيل) (ق.ق.) – 29:45 \| 7–0 \| \| \| \| 7–1 \| 35:22 – كاسبيري (راكوس، إنغفارسون) \| \| ديكسون (ريمبيل، بودن) (ق.ق.) – 40:12 \| 8–1 \| \| \| لاروك (ريمبيل، أرسينولت) – 40:32 \| 9–1 \| \| \| غالي (ويتسون، ماكغريغور) – 41:30 \| 10–1 \| \| |                  |                                    |                         | Referee: بيتر هيغلي Linesmen: توماش هيلتمان سيرغي يوداكوف |
| 2 min | Penalties        | 10 min                             |                         | Referee: بيتر هيغلي Linesmen: توماش هيلتمان سيرغي يوداكوف |
| 31 | Shots            | 5                                  |                         | Referee: بيتر هيغلي Linesmen: توماش هيلتمان سيرغي يوداكوف |
| بريدجز (ويتسون) – 01:03 | 1–0              |                                    |                         | Referee: بيتر هيغلي Linesmen: توماش هيلتمان سيرغي يوداكوف |
| ديلاني (غالي، موراي) – 06:42 | 2–0              |                                    |                         | Referee: بيتر هيغلي Linesmen: توماش هيلتمان سيرغي يوداكوف |
| غالي (ماكغريغور) – 12:30 | 3–0              |                                    |                         | Referee: بيتر هيغلي Linesmen: توماش هيلتمان سيرغي يوداكوف |
| لاروك (ديكسون، ريمبيل) – 13:03 | 4–0              |                                    |                         |                                                           |
| ديكسون (ويستليك، دوريون) – 26:47 | 5–0              |                                    |                         |                                                           |
| موراي (غالي) – 27:40 | 6–0              |                                    |                         |                                                           |
| ويستليك (ديكسون، ريمبيل) (ق.ق.) – 29:45 | 7–0              |                                    |                         |                                                           |
| | 7–1              | 35:22 – كاسبيري (راكوس، إنغفارسون) |                         |                                                           |
| ديكسون (ريمبيل، بودن) (ق.ق.) – 40:12 | 8–1              |                                    |                         |                                                           |
| لاروك (ريمبيل، أرسينولت) – 40:32 | 9–1              |                                    |                         |                                                           |
| غالي (ويتسون، ماكغريغور) – 41:30 | 10–1             |                                    |                         |                                                           |

| 2014 مارس 9 09:30 | جمهورية التشيك | 2–1 ر.ت. (0–0, 0–0, 1–1) (و.إ.: 0–0) (ر.ت. 0–1) | السويد | شيبا أرينا Attendance: 2,285 |

| Game reference                                                       | Game reference | Game reference                                                       | Game reference | Game reference                                                |
| -------------------------------------------------------------------- | -------------- | -------------------------------------------------------------------- | -------------- | ------------------------------------------------------------- |
|                                                                      | ميشال فابينكا  | Goalies                                                              | أولف نيلسون    | Referee: إيغور سامويلوف Linesmen: ماثيو كلارك دميتري كلوتشكوف |
| \| بالات – 36:12 \| 1–0 \| \| \| \| 1–1 \| 40:39 – هولم (كاسبيري) \| |                |                                                                      |                | Referee: إيغور سامويلوف Linesmen: ماثيو كلارك دميتري كلوتشكوف |
| بالات قالب:هدف ضائع · غايير قالب:هدف ضائع · كروبيشكا                 | Shootout       | قالب:هدف ضائع لوندغرين قالب:هدف ضائع كاسبيري قالب:هدف ضائع إنغفارسون |                | Referee: إيغور سامويلوف Linesmen: ماثيو كلارك دميتري كلوتشكوف |
| 4 min                                                                | Penalties      | 4 min                                                                |                | Referee: إيغور سامويلوف Linesmen: ماثيو كلارك دميتري كلوتشكوف |
| 22                                                                   | Shots          | 9                                                                    |                | Referee: إيغور سامويلوف Linesmen: ماثيو كلارك دميتري كلوتشكوف |
| بالات – 36:12                                                        | 1–0            |                                                                      |                | Referee: إيغور سامويلوف Linesmen: ماثيو كلارك دميتري كلوتشكوف |
|                                                                      | 1–1            | 40:39 – هولم (كاسبيري)                                               |                | Referee: إيغور سامويلوف Linesmen: ماثيو كلارك دميتري كلوتشكوف |

| 2014 مارس 9 13:00 | كندا | 4–0 (0–0, 2–0, 2–0) | النرويج | شيبا أرينا Attendance: 4,879 |

| Game reference | Game reference | Game reference | Game reference | Game reference                                                |
| --- | -------------- | -------------- | -------------- | ------------------------------------------------------------- |
| | كوربن واتسون   | Goalies        | كريستيان بوين  | Referee: ديريك بيركي بيل Linesmen: تشاي يونغ-جين برايان فريشس |
| \| لاروك (ماكغريغور، غالي) (ق.ق.) – 19:20 \| 1–0 \| \| \| ديكسون (غالي، بريدجز) – 25:34 \| 2–0 \| \| \| ديكسون (أرسينولت، ريمبيل) – 31:07 \| 3–0 \| \| \| دوريون (لاروك، ريمبيل) – 44:38 \| 4–0 \| \| |                |                |                | Referee: ديريك بيركي بيل Linesmen: تشاي يونغ-جين برايان فريشس |
| 6 min | Penalties      | 6 min          |                | Referee: ديريك بيركي بيل Linesmen: تشاي يونغ-جين برايان فريشس |
| 23 | Shots          | 6              |                | Referee: ديريك بيركي بيل Linesmen: تشاي يونغ-جين برايان فريشس |
| لاروك (ماكغريغور، غالي) (ق.ق.) – 19:20 | 1–0            |                |                | Referee: ديريك بيركي بيل Linesmen: تشاي يونغ-جين برايان فريشس |
| ديكسون (غالي، بريدجز) – 25:34 | 2–0            |                |                | Referee: ديريك بيركي بيل Linesmen: تشاي يونغ-جين برايان فريشس |
| ديكسون (أرسينولت، ريمبيل) – 31:07 | 3–0            |                |                | Referee: ديريك بيركي بيل Linesmen: تشاي يونغ-جين برايان فريشس |
| دوريون (لاروك، ريمبيل) – 44:38 | 4–0            |                |                |                                                               |

| 2014 مارس 11 13:00 | النرويج | 2–0 (0–0, 1–0, 1–0) | السويد | شيبا أرينا Attendance: 4,359 |

| Game reference                                                                       | Game reference                   | Game reference | Game reference | Game reference                                          |
| ------------------------------------------------------------------------------------ | -------------------------------- | -------------- | -------------- | ------------------------------------------------------- |
|                                                                                      | كريستيان بوين كيل كريستيان هامار | Goalies        | أولف نيلسون    | Referee: جان فانييك Linesmen: تشاي يونغ-جين ماثيو كلارك |
| \| بوغلي (سولبرغ) – 20:40 \| 1–0 \| \| \| باكه (بيدرسن، سولبرغ) – 34:35 \| 2–0 \| \| |                                  |                |                | Referee: جان فانييك Linesmen: تشاي يونغ-جين ماثيو كلارك |
| 4 min                                                                                | Penalties                        | 6 min          |                | Referee: جان فانييك Linesmen: تشاي يونغ-جين ماثيو كلارك |
| 11                                                                                   | Shots                            | 7              |                | Referee: جان فانييك Linesmen: تشاي يونغ-جين ماثيو كلارك |
| بوغلي (سولبرغ) – 20:40                                                               | 1–0                              |                |                | Referee: جان فانييك Linesmen: تشاي يونغ-جين ماثيو كلارك |
| باكه (بيدرسن، سولبرغ) – 34:35                                                        | 2–0                              |                |                | Referee: جان فانييك Linesmen: تشاي يونغ-جين ماثيو كلارك |

| 2014 مارس 11 20:00 | كندا | 1–0 (0–0, 1–0, 0–0) | جمهورية التشيك | شيبا أرينا Attendance: 4,069 |

| Game reference                           | Game reference | Game reference | Game reference | Game reference                                               |
| ---------------------------------------- | -------------- | -------------- | -------------- | ------------------------------------------------------------ |
|                                          | كوربن واتسون   | Goalies        | ميشال فابينكا  | Referee: إيغور سامويلوف Linesmen: برايان فريشس سيرغي يوداكوف |
| \| ويستليك (بريدجز) – 22:33 \| 1–0 \| \| |                |                |                | Referee: إيغور سامويلوف Linesmen: برايان فريشس سيرغي يوداكوف |
| 4 min                                    | Penalties      | 8 min          |                | Referee: إيغور سامويلوف Linesmen: برايان فريشس سيرغي يوداكوف |
| 19                                       | Shots          | 7              |                | Referee: إيغور سامويلوف Linesmen: برايان فريشس سيرغي يوداكوف |
| ويستليك (بريدجز) – 22:33                 | 1–0            |                |                | Referee: إيغور سامويلوف Linesmen: برايان فريشس سيرغي يوداكوف |

### المجموعة B
| م | فريق             | لعب | ك | OTW | OTL | خ | له | عليه | ف   | نقاط | التأهيل                            |
| - | ---------------- | --- | - | --- | --- | - | -- | ---- | --- | ---- | ---------------------------------- |
| 1 | روسيا (H)        | 3   | 2 | 0   | 1   | 0 | 11 | 4    | +7  | 7    | نصف النهائي                        |
| 2 | الولايات المتحدة | 3   | 2 | 0   | 0   | 1 | 9  | 3    | +6  | 6    | نصف النهائي                        |
| 3 | إيطاليا          | 3   | 1 | 0   | 0   | 2 | 3  | 13   | −10 | 3    | نصف نهائي المركز الخامس إلى الثامن |
| 4 | كوريا الجنوبية   | 3   | 0 | 1   | 0   | 2 | 4  | 7    | −3  | 2    | نصف نهائي المركز الخامس إلى الثامن |

| 2014 مارس 8 16:30 | الولايات المتحدة | 5–1 (1–0, 1–0, 3–1) | إيطاليا | شيبا أرينا Attendance: 3,617 |

| Game reference | Game reference     | Game reference             | Game reference    | Game reference                                          |
| --- | ------------------ | -------------------------- | ----------------- | ------------------------------------------------------- |
| | ستيف أنتوني جين لي | Goalies                    | سانتينو ستيليتانو | Referee: بول بويز Linesmen: ماثيو كلارك دميتري كلوتشكوف |
| \| فارمر (لاندروس، شيس) (ق.ق.) – 13:45 \| 1–0 \| \| \| رويبال (فارمر) – 26:12 \| 2–0 \| \| \| سويني – 33:04 \| 3–0 \| \| \| رويبال (بولس، لاندروس) – 40:18 \| 4–0 \| \| \| \| 4–1 \| 43:34 – بلانكر (كافالييري) \| \| شاوس (لاندروس) – 44:55 \| 5–1 \| \| |                    |                            |                   | Referee: بول بويز Linesmen: ماثيو كلارك دميتري كلوتشكوف |
| 8 min | Penalties          | 10 min                     |                   | Referee: بول بويز Linesmen: ماثيو كلارك دميتري كلوتشكوف |
| 19 | Shots              | 12                         |                   | Referee: بول بويز Linesmen: ماثيو كلارك دميتري كلوتشكوف |
| فارمر (لاندروس، شيس) (ق.ق.) – 13:45 | 1–0                |                            |                   | Referee: بول بويز Linesmen: ماثيو كلارك دميتري كلوتشكوف |
| رويبال (فارمر) – 26:12 | 2–0                |                            |                   | Referee: بول بويز Linesmen: ماثيو كلارك دميتري كلوتشكوف |
| سويني – 33:04 | 3–0                |                            |                   | Referee: بول بويز Linesmen: ماثيو كلارك دميتري كلوتشكوف |
| رويبال (بولس، لاندروس) – 40:18 | 4–0                |                            |                   |                                                         |
| | 4–1                | 43:34 – بلانكر (كافالييري) |                   |                                                         |
| شاوس (لاندروس) – 44:55 | 5–1                |                            |                   |                                                         |

| 2014 مارس 8 20:00 | روسيا | 2–3 ر.ت. (1–0, 1–1, 0–1) (و.إ.: 0–0) (ر.ت. 0–1) | كوريا الجنوبية | شيبا أرينا Attendance: 3,815 |

| Game reference | Game reference  | Game reference                                          | Game reference | Game reference                                              |
| --- | --------------- | ------------------------------------------------------- | -------------- | ----------------------------------------------------------- |
| | ميخائيل ايفانوف | Goalies                                                 | يو مان-غيون    | Referee: ديريك بيركي بيل Linesmen: إيسبن نيبرغيت ليون ويزلي |
| \| فارلاكوف (أموسوف، بيتروف) – 14:19 \| 1–0 \| \| \| بيتروف (فارلاكوف) – 29:03 \| 2–0 \| \| \| \| 2–1 \| 29:24 – هان (جونغ، بارك وو-تشول) (ق.ق.) \| \| \| 2–2 \| 32:12 – تشو بيونغ-سيوك (جونغ، بارك وو-تشول) (ق.ق.) \| |                 |                                                         |                | Referee: ديريك بيركي بيل Linesmen: إيسبن نيبرغيت ليون ويزلي |
| سيلويوكين قالب:هدف ضائع · ليسوف · بيتروف · ليسوف قالب:هدف ضائع | Shootout        | تشو يونغ-جاي · جونغ · قالب:هدف ضائع لي جونغ-كيونغ · هان |                | Referee: ديريك بيركي بيل Linesmen: إيسبن نيبرغيت ليون ويزلي |
| 6 min | Penalties       | 6 min                                                   |                | Referee: ديريك بيركي بيل Linesmen: إيسبن نيبرغيت ليون ويزلي |
| 21 | Shots           | 9                                                       |                | Referee: ديريك بيركي بيل Linesmen: إيسبن نيبرغيت ليون ويزلي |
| فارلاكوف (أموسوف، بيتروف) – 14:19 | 1–0             |                                                         |                | Referee: ديريك بيركي بيل Linesmen: إيسبن نيبرغيت ليون ويزلي |
| بيتروف (فارلاكوف) – 29:03 | 2–0             |                                                         |                | Referee: ديريك بيركي بيل Linesmen: إيسبن نيبرغيت ليون ويزلي |
| | 2–1             | 29:24 – هان (جونغ، بارك وو-تشول) (ق.ق.)                 |                |                                                             |
| | 2–2             | 32:12 – تشو بيونغ-سيوك (جونغ، بارك وو-تشول) (ق.ق.)      |                |                                                             |

| 2014 مارس 9 16:30 | الولايات المتحدة | 3–0 (2–0, 1–0, 0–0) | كوريا الجنوبية | شيبا أرينا Attendance: 5,305 |

| Game reference                                                                                            | Game reference | Game reference | Game reference | Game reference                                         |
| --- | -------------- | -------------- | -------------- | ------------------------------------------------------ |
| | ستيف أنتوني    | Goalies        | يو مان-غيون    | Referee: جان فانييك Linesmen: ليون ويزلي سيرغي يوداكوف |
| \| شيس – 00:57 \| 1–0 \| \| \| بيج (مكوي) – 11:51 \| 2–0 \| \| \| بيج (مكوي، أنتوني) – 29:29 \| 3–0 \| \| |                |                |                | Referee: جان فانييك Linesmen: ليون ويزلي سيرغي يوداكوف |
| 6 min | Penalties      | 4 min          |                | Referee: جان فانييك Linesmen: ليون ويزلي سيرغي يوداكوف |
| 18 | Shots          | 9              |                | Referee: جان فانييك Linesmen: ليون ويزلي سيرغي يوداكوف |
| شيس – 00:57                                                                                               | 1–0            |                |                | Referee: جان فانييك Linesmen: ليون ويزلي سيرغي يوداكوف |
| بيج (مكوي) – 11:51                                                                                        | 2–0            |                |                | Referee: جان فانييك Linesmen: ليون ويزلي سيرغي يوداكوف |
| بيج (مكوي، أنتوني) – 29:29                                                                                | 3–0            |                |                | Referee: جان فانييك Linesmen: ليون ويزلي سيرغي يوداكوف |

| 2014 مارس 9 20:00 | روسيا | 7–0 (1–0, 4–0, 2–0) | إيطاليا | شيبا أرينا Attendance: 5,638 |

| Game reference | Game reference    | Game reference | Game reference                   | Game reference                                              |
| --- | ----------------- | -------------- | -------------------------------- | ----------------------------------------------------------- |
| | فلاديمير كامايايف | Goalies        | سانتينو ستيليتانو غابرييل أراودو | Referee: جونثان موريسون Linesmen: لويس بييلين توماش هيلتمان |
| \| بوبوف (سيلويوكين) – 12:04 \| 1–0 \| \| \| أموسوف (بيتروف) – 18:30 \| 2–0 \| \| \| دفينياينوف (بوبوف، فارلاكوف) – 22:01 \| 3–0 \| \| \| دفينياينوف (بوبوف، فارلاكوف) – 26:25 \| 4–0 \| \| \| ليتفينينكو (بيتروف، ليسوف) – 28:49 \| 5–0 \| \| \| دفينياينوف (بيتروف) (ق.ق.) – 31:20 \| 6–0 \| \| \| فولكوف (دفينياينوف، ليتفينينكو) (ق.ق.) – 38:38 \| 7–0 \| \| |                   |                |                                  | Referee: جونثان موريسون Linesmen: لويس بييلين توماش هيلتمان |
| 2 min | Penalties         | 4 min          |                                  | Referee: جونثان موريسون Linesmen: لويس بييلين توماش هيلتمان |
| 10 | Shots             | 13             |                                  | Referee: جونثان موريسون Linesmen: لويس بييلين توماش هيلتمان |
| بوبوف (سيلويوكين) – 12:04 | 1–0               |                |                                  | Referee: جونثان موريسون Linesmen: لويس بييلين توماش هيلتمان |
| أموسوف (بيتروف) – 18:30 | 2–0               |                |                                  | Referee: جونثان موريسون Linesmen: لويس بييلين توماش هيلتمان |
| دفينياينوف (بوبوف، فارلاكوف) – 22:01 | 3–0               |                |                                  | Referee: جونثان موريسون Linesmen: لويس بييلين توماش هيلتمان |
| دفينياينوف (بوبوف، فارلاكوف) – 26:25 | 4–0               |                |                                  |                                                             |
| ليتفينينكو (بيتروف، ليسوف) – 28:49 | 5–0               |                |                                  |                                                             |
| دفينياينوف (بيتروف) (ق.ق.) – 31:20 | 6–0               |                |                                  |                                                             |
| فولكوف (دفينياينوف، ليتفينينكو) (ق.ق.) – 38:38 | 7–0               |                |                                  |                                                             |

| 2014 مارس 11 09:30 | كوريا الجنوبية | 1–2 (0–1, 0–0, 1–1) | إيطاليا | شيبا أرينا Attendance: 3,889 |

| Game reference                                                                                                | Game reference | Game reference            | Game reference | Game reference                                            |
| --- | -------------- | ------------------------- | -------------- | --------------------------------------------------------- |
| | يو مان-غيون    | Goalies                   | غابرييل أراودو | Referee: بول بويز Linesmen: دميتري كلوتشكوف إيسبن نيبرغيت |
| \| \| 0–1 \| 09:55 – ماكري (ليبردي) \| \| جونغ – 35:06 \| 1–1 \| \| \| \| 1–2 \| 35:53 – بلانكر (تشياروتي) \| |                |                           |                | Referee: بول بويز Linesmen: دميتري كلوتشكوف إيسبن نيبرغيت |
| 2 min | Penalties      | 4 min                     |                | Referee: بول بويز Linesmen: دميتري كلوتشكوف إيسبن نيبرغيت |
| 10 | Shots          | 13                        |                | Referee: بول بويز Linesmen: دميتري كلوتشكوف إيسبن نيبرغيت |
| | 0–1            | 09:55 – ماكري (ليبردي)    |                | Referee: بول بويز Linesmen: دميتري كلوتشكوف إيسبن نيبرغيت |
| جونغ – 35:06                                                                                                  | 1–1            |                           |                | Referee: بول بويز Linesmen: دميتري كلوتشكوف إيسبن نيبرغيت |
| | 1–2            | 35:53 – بلانكر (تشياروتي) |                | Referee: بول بويز Linesmen: دميتري كلوتشكوف إيسبن نيبرغيت |

| 2014 مارس 11 16:30 | الولايات المتحدة | 1–2 (0–1, 0–1, 1–0) | روسيا | شيبا أرينا Attendance: 5,765 |

| Game reference | Game reference | Game reference                            | Game reference    | Game reference                                       |
| --- | -------------- | ----------------------------------------- | ----------------- | ---------------------------------------------------- |
| | ستيف أنتوني    | Goalies                                   | فلاديمير كامايايف | Referee: بيتر هيغلي Linesmen: لويس بييلين ليون ويزلي |
| \| \| 0–1 \| 11:57 – فولكوف (كوزنيتسوف، ليسوف) (ق.ق.2) \| \| \| 0–2 \| 17:37 – شيخوف (فارلاكوف) \| \| بيج (لاندروس، يوحي) – 34:50 \| 1–2 \| \| |                |                                           |                   | Referee: بيتر هيغلي Linesmen: لويس بييلين ليون ويزلي |
| 6 min | Penalties      | 6 min                                     |                   | Referee: بيتر هيغلي Linesmen: لويس بييلين ليون ويزلي |
| 23 | Shots          | 10                                        |                   | Referee: بيتر هيغلي Linesmen: لويس بييلين ليون ويزلي |
| | 0–1            | 11:57 – فولكوف (كوزنيتسوف، ليسوف) (ق.ق.2) |                   | Referee: بيتر هيغلي Linesmen: لويس بييلين ليون ويزلي |
| | 0–2            | 17:37 – شيخوف (فارلاكوف)                  |                   | Referee: بيتر هيغلي Linesmen: لويس بييلين ليون ويزلي |
| بيج (لاندروس، يوحي) – 34:50 | 1–2            |                                           |                   | Referee: بيتر هيغلي Linesmen: لويس بييلين ليون ويزلي |

## جولات التصنيف

### نصف نهائي المركز الخامس إلى الثامن
| 2014 مارس 12 16:00 | إيطاليا | 3–2 و.إ. (0–1, 0–1, 2–0) (و.إ.: 1–0) | السويد | شيبا أرينا Attendance: 4,720 |

| Game reference | Game reference                   | Game reference                            | Game reference | Game reference                                              |
| --- | -------------------------------- | ----------------------------------------- | -------------- | ----------------------------------------------------------- |
| | سانتينو ستيليتانو غابرييل أراودو | Goalies                                   | أولف نيلسون    | Referee: ديريك بيركي بيل Linesmen: توماش هيلتمان ليون ويزلي |
| \| \| 0–1 \| 13:58 – كاسبيري (فروم) \| \| \| 0–2 \| 29:00 – كاسبيري (إنغفارسون، هولم) (ق.ق.2) \| \| روزا (بلانكر) – 33:00 \| 1–2 \| \| \| ليبردي (كافالييري، روزا) (هجوم إضافي) – 42:45 \| 2–2 \| \| \| كافالييري (بلانكر) – 50:28 \| 3–2 \| \| |                                  |                                           |                | Referee: ديريك بيركي بيل Linesmen: توماش هيلتمان ليون ويزلي |
| 4 min | Penalties                        | 4 min                                     |                | Referee: ديريك بيركي بيل Linesmen: توماش هيلتمان ليون ويزلي |
| 34 | Shots                            | 11                                        |                | Referee: ديريك بيركي بيل Linesmen: توماش هيلتمان ليون ويزلي |
| | 0–1                              | 13:58 – كاسبيري (فروم)                    |                | Referee: ديريك بيركي بيل Linesmen: توماش هيلتمان ليون ويزلي |
| | 0–2                              | 29:00 – كاسبيري (إنغفارسون، هولم) (ق.ق.2) |                | Referee: ديريك بيركي بيل Linesmen: توماش هيلتمان ليون ويزلي |
| روزا (بلانكر) – 33:00 | 1–2                              |                                           |                | Referee: ديريك بيركي بيل Linesmen: توماش هيلتمان ليون ويزلي |
| ليبردي (كافالييري، روزا) (هجوم إضافي) – 42:45 | 2–2                              |                                           |                |                                                             |
| كافالييري (بلانكر) – 50:28 | 3–2                              |                                           |                |                                                             |

| 2014 مارس 12 20:00 | جمهورية التشيك | 2–0 (0–0, 1–0, 1–0) | كوريا الجنوبية | شيبا أرينا Attendance: 4,769 |

| Game reference                                                                               | Game reference | Game reference | Game reference | Game reference                                              |
| -------------------------------------------------------------------------------------------- | -------------- | -------------- | -------------- | ----------------------------------------------------------- |
|                                                                                              | ميشال فابينكا  | Goalies        | يو مان-غيون    | Referee: إيغور سامويلوف Linesmen: لويس بييلين إيسبن نيبرغيت |
| \| بيرغر (فويتك، شافرانييك) – 18:27 \| 1–0 \| \| \| كفوك (كوبيش) (ق.ق.) – 40:04 \| 2–0 \| \| |                |                |                | Referee: إيغور سامويلوف Linesmen: لويس بييلين إيسبن نيبرغيت |
| 10 min                                                                                       | Penalties      | 20 min         |                | Referee: إيغور سامويلوف Linesmen: لويس بييلين إيسبن نيبرغيت |
| 12                                                                                           | Shots          | 19             |                | Referee: إيغور سامويلوف Linesmen: لويس بييلين إيسبن نيبرغيت |
| بيرغر (فويتك، شافرانييك) – 18:27                                                             | 1–0            |                |                | Referee: إيغور سامويلوف Linesmen: لويس بييلين إيسبن نيبرغيت |
| كفوك (كوبيش) (ق.ق.) – 40:04                                                                  | 2–0            |                |                | Referee: إيغور سامويلوف Linesmen: لويس بييلين إيسبن نيبرغيت |

### مباراة المركز السابع
| 2014 مارس 14 13:00 | كوريا الجنوبية | 2–0 (1–0, 1–0, 0–0) | السويد | شيبا أرينا Attendance: 4,832 |

| Game reference | Game reference | Game reference | Game reference | Game reference                                            |
| --- | -------------- | -------------- | -------------- | --------------------------------------------------------- |
| | يو مان-غيون    | Goalies        | أولف نيلسون    | Referee: جان فانييك Linesmen: توماش هيلتمان إيسبن نيبرغيت |
| \| جانغ دونغ-شين (تشو يونغ-جاي، لي جونغ-كيونغ) (ق.ق.) – 10:06 \| 1–0 \| \| \| جونغ (تشو يونغ-جاي) – 18:16 \| 2–0 \| \| |                |                |                | Referee: جان فانييك Linesmen: توماش هيلتمان إيسبن نيبرغيت |
| 4 min | Penalties      | 6 min          |                | Referee: جان فانييك Linesmen: توماش هيلتمان إيسبن نيبرغيت |
| 28 | Shots          | 6              |                | Referee: جان فانييك Linesmen: توماش هيلتمان إيسبن نيبرغيت |
| جانغ دونغ-شين (تشو يونغ-جاي، لي جونغ-كيونغ) (ق.ق.) – 10:06                                                             | 1–0            |                |                | Referee: جان فانييك Linesmen: توماش هيلتمان إيسبن نيبرغيت |
| جونغ (تشو يونغ-جاي) – 18:16                                                                                            | 2–0            |                |                | Referee: جان فانييك Linesmen: توماش هيلتمان إيسبن نيبرغيت |

### مباراة المركز الخامس
| 2014 مارس 14 20:00 | جمهورية التشيك | 3–0 (0–0, 0–0, 3–0) | إيطاليا | شيبا أرينا Attendance: 5,398 |

| Game reference | Game reference | Game reference | Game reference | Game reference                                              |
| --- | -------------- | -------------- | -------------- | ----------------------------------------------------------- |
| | ميشال فابينكا  | Goalies        | غابرييل أراودو | Referee: بيتر هيغلي Linesmen: تشاي يونغ-جين دميتري كلوتشكوف |
| \| شافرانييك (كوبيش، موتيتشكا) (ق.ق.) – 31:34 \| 1–0 \| \| \| غايير – 43:04 \| 2–0 \| \| \| غايير (كوبيش) (مرمى فارغ) – 44:48 \| 3–0 \| \| |                |                |                | Referee: بيتر هيغلي Linesmen: تشاي يونغ-جين دميتري كلوتشكوف |
| 4 min | Penalties      | 2 min          |                | Referee: بيتر هيغلي Linesmen: تشاي يونغ-جين دميتري كلوتشكوف |
| 11 | Shots          | 18             |                | Referee: بيتر هيغلي Linesmen: تشاي يونغ-جين دميتري كلوتشكوف |
| شافرانييك (كوبيش، موتيتشكا) (ق.ق.) – 31:34                                                                                                 | 1–0            |                |                | Referee: بيتر هيغلي Linesmen: تشاي يونغ-جين دميتري كلوتشكوف |
| غايير – 43:04 | 2–0            |                |                | Referee: بيتر هيغلي Linesmen: تشاي يونغ-جين دميتري كلوتشكوف |
| غايير (كوبيش) (مرمى فارغ) – 44:48 | 3–0            |                |                | Referee: بيتر هيغلي Linesmen: تشاي يونغ-جين دميتري كلوتشكوف |

## جولة الميداليات

### نصف النهائي
| 2014 مارس 13 13:00 | روسيا | 4–0 (2–0, 0–0, 2–0) | النرويج | شيبا أرينا Attendance: 5,246 |

| Game reference | Game reference    | Game reference | Game reference | Game reference                                             |
| --- | ----------------- | -------------- | -------------- | ---------------------------------------------------------- |
| | فلاديمير كامايايف | Goalies        | كريستيان بوين  | Referee: جونثان موريسون Linesmen: ماثيو كلارك برايان فريشس |
| \| ليسوف (شيخوف) – 05:40 \| 1–0 \| \| \| أموسوف (شيخوف، دفينياينوف) – 12:55 \| 2–0 \| \| \| تيرينتييف (شيخوف) – 34:27 \| 3–0 \| \| \| بيتروف (كوزنيتسوف) (مرمى فارغ) – 44:23 \| 4–0 \| \| |                   |                |                | Referee: جونثان موريسون Linesmen: ماثيو كلارك برايان فريشس |
| 4 min | Penalties         | 6 min          |                | Referee: جونثان موريسون Linesmen: ماثيو كلارك برايان فريشس |
| 20 | Shots             | 6              |                | Referee: جونثان موريسون Linesmen: ماثيو كلارك برايان فريشس |
| ليسوف (شيخوف) – 05:40 | 1–0               |                |                | Referee: جونثان موريسون Linesmen: ماثيو كلارك برايان فريشس |
| أموسوف (شيخوف، دفينياينوف) – 12:55 | 2–0               |                |                | Referee: جونثان موريسون Linesmen: ماثيو كلارك برايان فريشس |
| تيرينتييف (شيخوف) – 34:27 | 3–0               |                |                | Referee: جونثان موريسون Linesmen: ماثيو كلارك برايان فريشس |
| بيتروف (كوزنيتسوف) (مرمى فارغ) – 44:23 | 4–0               |                |                |                                                            |

| 2014 مارس 13 20:00 | كندا | 0–3 (0–2, 0–1, 0–0) | الولايات المتحدة | شيبا أرينا Attendance: 5,150 |

| Game reference | Game reference | Game reference                | Game reference | Game reference                                            |
| --- | -------------- | ----------------------------- | -------------- | --------------------------------------------------------- |
| | كوربن واتسون   | Goalies                       | ستيف أنتوني    | Referee: بول بويز Linesmen: دميتري كلوتشكوف سيرغي يوداكوف |
| \| \| 0–1 \| 09:12 – فارمر (بولس، لاندروس) \| \| \| 0–2 \| 14:04 – فارمر (شيس) \| \| \| 0–3 \| 19:55 – بولس (فارمر) \| |                |                               |                | Referee: بول بويز Linesmen: دميتري كلوتشكوف سيرغي يوداكوف |
| 4 min | Penalties      | 6 min                         |                | Referee: بول بويز Linesmen: دميتري كلوتشكوف سيرغي يوداكوف |
| 11 | Shots          | 10                            |                | Referee: بول بويز Linesmen: دميتري كلوتشكوف سيرغي يوداكوف |
| | 0–1            | 09:12 – فارمر (بولس، لاندروس) |                | Referee: بول بويز Linesmen: دميتري كلوتشكوف سيرغي يوداكوف |
| | 0–2            | 14:04 – فارمر (شيس)           |                | Referee: بول بويز Linesmen: دميتري كلوتشكوف سيرغي يوداكوف |
| | 0–3            | 19:55 – بولس (فارمر)          |                | Referee: بول بويز Linesmen: دميتري كلوتشكوف سيرغي يوداكوف |

### مباراة الميدالية البرونزية
| 2014 مارس 15 13:00 | كندا | 3–0 (0–0, 3–0, 0–0) | النرويج | شيبا أرينا Attendance: 4,823 |

| Game reference | Game reference | Game reference | Game reference | Game reference                                               |
| --- | -------------- | -------------- | -------------- | ------------------------------------------------------------ |
| | كوربن واتسون   | Goalies        | كريستيان بوين  | Referee: جونثان موريسون Linesmen: برايان فريشس سيرغي يوداكوف |
| \| بودن (أرسينولت) – 15:30 \| 1–0 \| \| \| بريدجز (ويستليك، بودن) – 17:22 \| 2–0 \| \| \| بريدجز (ديكسون، بودن) (ق.ق.) – 21:42 \| 3–0 \| \| |                |                |                | Referee: جونثان موريسون Linesmen: برايان فريشس سيرغي يوداكوف |
| 6 min | Penalties      | 10 min         |                | Referee: جونثان موريسون Linesmen: برايان فريشس سيرغي يوداكوف |
| 18 | Shots          | 10             |                | Referee: جونثان موريسون Linesmen: برايان فريشس سيرغي يوداكوف |
| بودن (أرسينولت) – 15:30 | 1–0            |                |                | Referee: جونثان موريسون Linesmen: برايان فريشس سيرغي يوداكوف |
| بريدجز (ويستليك، بودن) – 17:22 | 2–0            |                |                | Referee: جونثان موريسون Linesmen: برايان فريشس سيرغي يوداكوف |
| بريدجز (ديكسون، بودن) (ق.ق.) – 21:42 | 3–0            |                |                | Referee: جونثان موريسون Linesmen: برايان فريشس سيرغي يوداكوف |

### مباراة الميدالية الذهبية
| 2014 مارس 15 20:00 | الولايات المتحدة | 1–0 (0–0, 1–0, 0–0) | روسيا | شيبا أرينا Attendance: 6,825 |

| Game reference                | Game reference | Game reference | Game reference    | Game reference                                     |
| ----------------------------- | -------------- | -------------- | ----------------- | -------------------------------------------------- |
|                               | ستيف أنتوني    | Goalies        | فلاديمير كامايايف | Referee: بول بويز Linesmen: ماثيو كلارك ليون ويزلي |
| \| سويني – 24:28 \| 1–0 \| \| |                |                |                   | Referee: بول بويز Linesmen: ماثيو كلارك ليون ويزلي |
| 4 min                         | Penalties      | 2 min          |                   | Referee: بول بويز Linesmen: ماثيو كلارك ليون ويزلي |
| 4                             | Shots          | 6              |                   | Referee: بول بويز Linesmen: ماثيو كلارك ليون ويزلي |
| سويني – 24:28                 | 1–0            |                |                   | Referee: بول بويز Linesmen: ماثيو كلارك ليون ويزلي |

## الترتيب النهائي
| م      | مجموعة | فريق             | لعب | ك | OTW | OTL | خ | له | عليه | ف   | نقاط |
| ------ | ------ | ---------------- | --- | - | --- | --- | - | -- | ---- | --- | ---- |
| الأول  | B      | الولايات المتحدة | 5   | 4 | 0   | 0   | 1 | 13 | 3    | +10 | 12   |
| الثاني | B      | روسيا (H)        | 5   | 3 | 0   | 1   | 1 | 15 | 5    | +10 | 10   |
| الثالث | A      | كندا             | 5   | 4 | 0   | 0   | 1 | 18 | 4    | +14 | 12   |
| 4      | A      | النرويج          | 5   | 1 | 1   | 0   | 3 | 4  | 12   | −8  | 5    |
| 5      | A      | جمهورية التشيك   | 5   | 2 | 1   | 1   | 1 | 8  | 4    | +4  | 9    |
| 6      | B      | إيطاليا          | 5   | 1 | 1   | 0   | 3 | 6  | 18   | −12 | 5    |
| 7      | B      | كوريا الجنوبية   | 5   | 1 | 1   | 0   | 3 | 6  | 9    | −3  | 5    |
| 8      | A      | السويد           | 5   | 0 | 0   | 2   | 3 | 4  | 19   | −15 | 2    |

## الإحصائيات

### هدافو النقاط
تُظهر القائمة أفضل عشرة متزلجين مرتبين حسب النقاط، ثم الأهداف.
| اللاعب            | المباريات | الأهداف | التمريرات الحاسمة | النقاط | +/− | دقائق عقوبة | المركز |
| ----------------- | --------- | ------- | ----------------- | ------ | --- | ----------- | ------ |
| آدم ديكسون        | 5         | 4       | 3                 | 7      | +8  | 4           | مهاجم  |
| أنطوني غالي       | 5         | 2       | 4                 | 6      | +2  | 4           | مدافع  |
| يفغيني بيتروف     | 5         | 2       | 4                 | 6      | +6  | 2           | مهاجم  |
| كيفن ريمبيل       | 5         | 0       | 6                 | 6      | +3  | 4           | مهاجم  |
| أندريه دفينياينوف | 4         | 3       | 2                 | 5      | +4  | 2           | مهاجم  |
| بيلي بريدجز       | 5         | 3       | 2                 | 5      | +5  | 4           | مهاجم  |
| ديكلان فارمر      | 5         | 3       | 2                 | 5      | +4  | 0           | مهاجم  |
| فاسيلي فارلاكوف   | 5         | 1       | 4                 | 5      | +9  | 2           | مدافع  |
| نيكو لاندروس      | 5         | 0       | 5                 | 5      | +7  | 0           | مدافع  |
| بير كاسبيري       | 5         | 3       | 1                 | 4      | –10 | 6           | مهاجم  |
| دومينيك لاروك     | 5         | 3       | 1                 | 4      | +4  | 0           | مهاجم  |

مباريات = المباريات الملعبوة؛ أهداف = الأهداف؛ تمريرات حاسمة = التمريرات الحاسمة؛ نقاط = النقاط؛ +/− = زائد/ناقص؛ دقائق عقوبة = دقائق عقوبة؛ مركز = المركز

### أبرز حراس المرمى
تُدرج هذه القائمة أفضل خمسة حراس مرمى فقط، بناءً على نسبة التصديات، الذين لعبوا ما لا يقل عن 40% من دقائق فريقهم.
| اللاعب            | الوقت على الجليد | الأهداف المقبولة | متوسط الأهداف المقبولة | التسديدات ضد | نسبة التصديات | شباك نظيفة |
| ----------------- | ---------------- | ---------------- | ---------------------- | ------------ | ------------- | ---------- |
| ستيف أنتوني       | 220:06           | 2                | 0.41                   | 45           | 95.56         | 3          |
| فلاديمير كامايايف | 180:00           | 2                | 0.50                   | 42           | 95.24         | 2          |
| ميشال فابينكا     | 235:00           | 4                | 0.77                   | 79           | 94.94         | 2          |
| كوربن واتسون      | 179:10           | 3                | 0.75                   | 33           | 90.91         | 3          |
| كريستيان بوين     | 225:42           | 11               | 2.19                   | 88           | 87.50         | 0          |

الوقت على الجليد = الوقت بالدقائق والثواني؛ الأهداف المقبولة = الأهداف المقبولة؛ متوسط الأهداف المقبولة = متوسط الأهداف المقبولة؛ التسديدات ضد = التسديدات ضد المرمى؛ نسبة التصديات = نسبة التصديات؛ شباك نظيفة = شباك نظيفة

## وصلات خارجية
- هوكي الجليد لذوي الاحتياجات الخاصة في الألعاب البارالمبية الشتوية الحادية عشرة
- كتاب النتائج